# Boulevardbanen
| Station on track | Station on track |

| Unknown BSicon "tSTRa" | Unknown BSicon "tSTRa" |

| Unknown BSicon "tBHF" | Unknown BSicon "tBHF" |

| Unknown BSicon "tSTRe" | Unknown BSicon "tSTRe" |

| Stop on track | Straight track |

| Enter and exit tunnel | Enter and exit tunnel |

| Station on track | Station on track |

Boulevardbanen är en 4-spårig järnväg i centrala Köpenhamn, mellan centralstationen Københavns Hovedbanegård och Østerport station. Banan går huvudsakligen i tunnel (Boulevardtunnelen, "Røret"). 

## Bakgrund
Banan invigdes för trafik 1917. Helt klar var dock banan först 1921. 
Innan tunneln byggdes fanns olika stationer norr och söder om centrala Köpenhamn, utan genomgående spårförbindelse med varandra. I samband med bygget byggdes också en godsbana utanför dåtidens Köpenhamn, numera kallad Ringbanen.
Tunneldelen börjar vid Vesterport station (nära Københavns Hovedbanegård) och slutar strax före Østerport station. Tunneln är cirka 1,8 km lång. Det var Danmarks längsta järnvägstunnel fram till 1990-talet, då tunnlar under både Stora Bält och Öresund byggdes. Tunneln trafikeras avKöpenhamns S-tåg och fjärrtåg, på separata spår.
Den underjordiska Nørreport station ligger ungefär halvvägs in i tunneln, som huvudsakligen går under gatorna Nørre Voldgade och Øster Voldgade. Järnvägen blev slutförd 1921, med två spår för fjärrtågen och två för pendeltågen.
Boulevardbanen är Nordens mest trafikerade järnväg med runt 100 tåg per timme (50 per riktning, varav 30 S-tåg och cirka 20 regional- och fjärrtåg).

## Bildgalleri

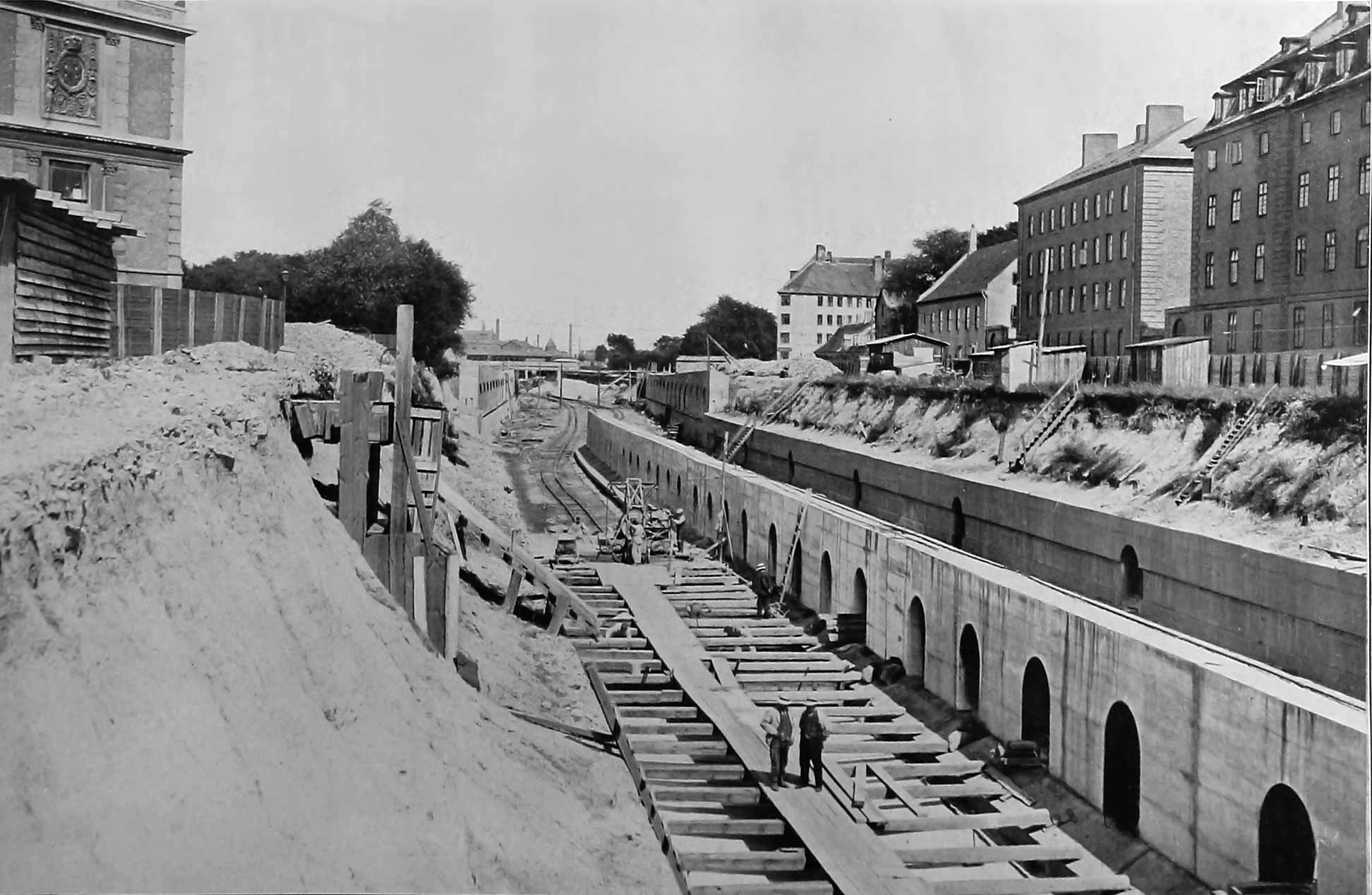
Boulevardbanen 1914
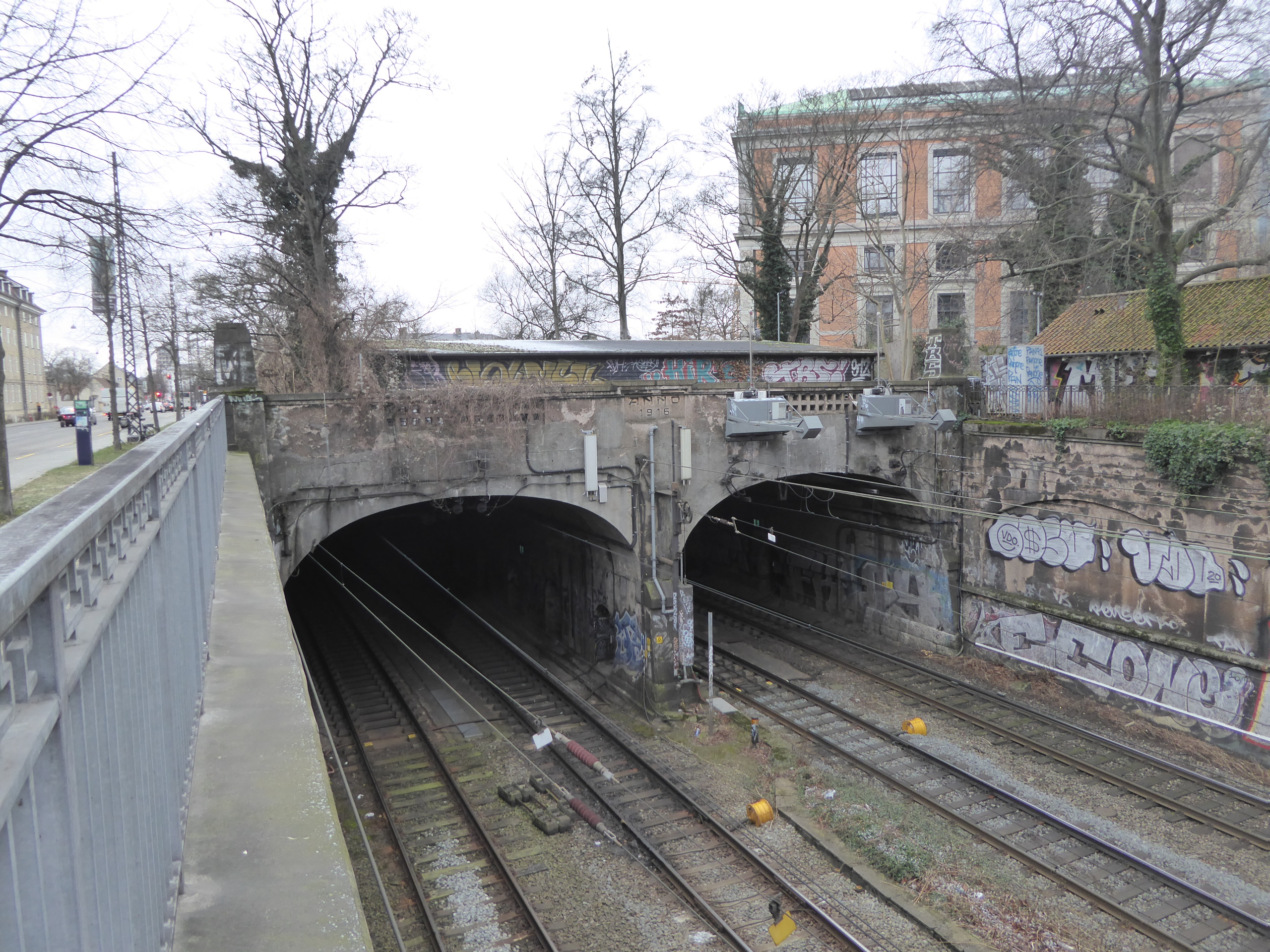
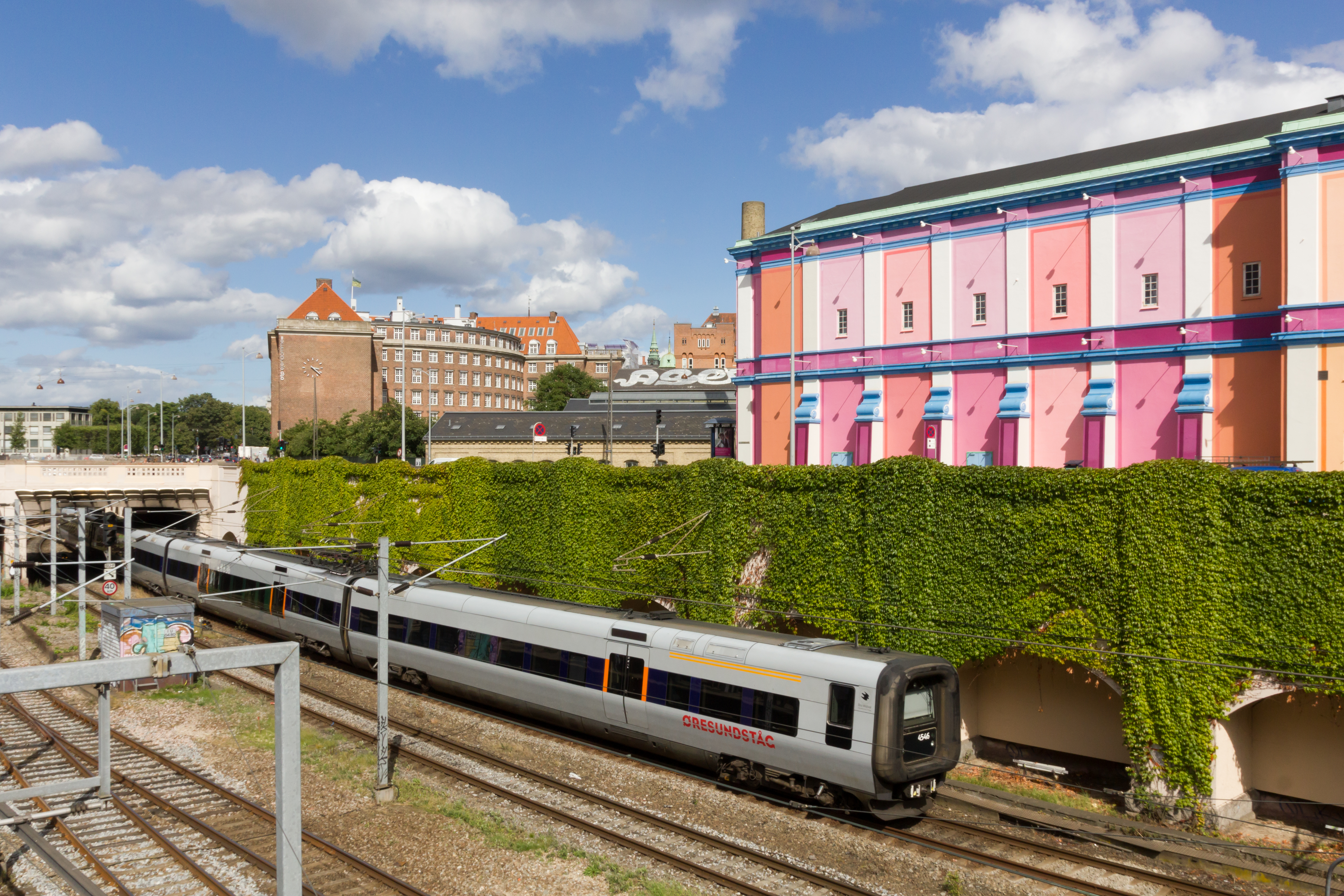